# Limnephilus aretto
Limnephilus aretto là một loài Trichoptera trong họ Limnephilidae. Chúng phân bố ở miền Tân bắc.